# Artocarpus tomentosulus
Artocarpus tomentosulus là một loài thực vật có hoa trong họ Moraceae. Loài này được F.M.Jarrett mô tả khoa học đầu tiên năm 1960.